# Championnat de la CONCACAF 1971
Navigation
Costa RIca 1969 Haïti 1973
Le championnat de la CONCACAF 1971 est une compétition continentale de football regroupant les équipes d'Amérique du Nord, d'Amérique centrale et des Caraïbes.
La phase finale à 6 est organisée à Trinité-et-Tobago.

## Tour préliminaire

### Zone Caraïbes:HaïtietCuba
Premier tour :
| Équipe 1 | Résultat     | Équipe 2               | Aller | Retour |
| -------- | ------------ | ---------------------- | ----- | ------ |
| Suriname | 7-3          | Guyana                 | 4-1   | 3-2    |
| Haïti    | Q. - forfait | Antilles néerlandaises | -     | -      |
| Jamaïque | 0-1          | Cuba                   | 0-0   | 0-1    |

Second tour :
Les 3 équipes qualifiées doivent se disputer les 2 places qualificatives au sein d'une même poule. Pour des raisons politiques[réf. nécessaire], Cuba et le Suriname refusent de se rendre en Haïti. La CONCACAF décide de donner les 2 tickets pour la phase finale à Cuba et Haïti.

### Zone Amérique centrale:Honduras
Premier tour :
| Équipe 1 | Résultat | Équipe 2  | Aller | Retour |
| -------- | -------- | --------- | ----- | ------ |
| Salvador | 4-2      | Nicaragua | 3-2   | 1-0    |
| Honduras | 2-1      | Guatemala | 1-0   | 1-1    |

Second tour :
| Équipe 1 | Résultat     | Équipe 2 |
| -------- | ------------ | -------- |
| Honduras | Q. - forfait | Salvador |

Le Salvador déclare forfait à la suite de la guerre du football, le Honduras se qualifie pour la phase finale.

### Zone Amérique du Nord:Mexique
| Équipe 1 | Résultat | Équipe 2 | Aller | Retour |
| -------- | -------- | -------- | ----- | ------ |
| Bermudes | 0-6      | Mexique  | 0-2   | 0-4    |

## Phase finale
Les 4 équipes qualifiées rejoignent le Costa Rica (tenant du titre) et Trinité-et-Tobago (pays organisateur), qualifiés d'office et se retrouvent au sein d'une poule unique où chaque sélection rencontre une fois ses adversaires; L'équipe terminant en tête est sacrée championne de la CONCACAF.
| Rang | Équipe            | Pts | J | G | N | P | Bp | Bc | Diff |  | Résultats         |  |     |     |     |     |     |
| ---- | ----------------- | --- | - | - | - | - | -- | -- | ---- |  | ----------------- |  | --- | --- | --- | --- | --- |
| 1    | Mexique           | 9   | 5 | 4 | 1 | 0 | 6  | 1  | +5   |  | Mexique           |  | 0-0 | 1-0 | 1-0 | 2-0 | 2-1 |
| 2    | Haïti             | 7   | 5 | 2 | 3 | 0 | 9  | 1  | +8   |  | Haïti             |  |     | 0-0 | 0-0 | 6-0 | 3-1 |
| 3    | Costa Rica        | 5   | 5 | 2 | 1 | 2 | 6  | 5  | +1   |  | Costa Rica        |  |     |     | 3-0 | 1-3 | 2-1 |
| 4    | Cuba              | 4   | 5 | 1 | 2 | 2 | 5  | 7  | -2   |  | Cuba              |  |     |     |     | 2-2 | 3-1 |
| 5    | Trinité-et-Tobago | 4   | 5 | 1 | 2 | 2 | 6  | 12 | -6   |  | Trinité-et-Tobago |  |     |     |     |     | 1-1 |
| 6    | Honduras          | 1   | 5 | 0 | 1 | 4 | 5  | 11 | -6   |  | Honduras          |  |     |     |     |     |     |

| Champions de la CONCACAF 1971 |
| ----------------------------- |
| Mexique Deuxième titre        |

## Sources et liens externes
- Notes, infos et feuilles de matchs sur RSSSF